# Mole (Sauce)

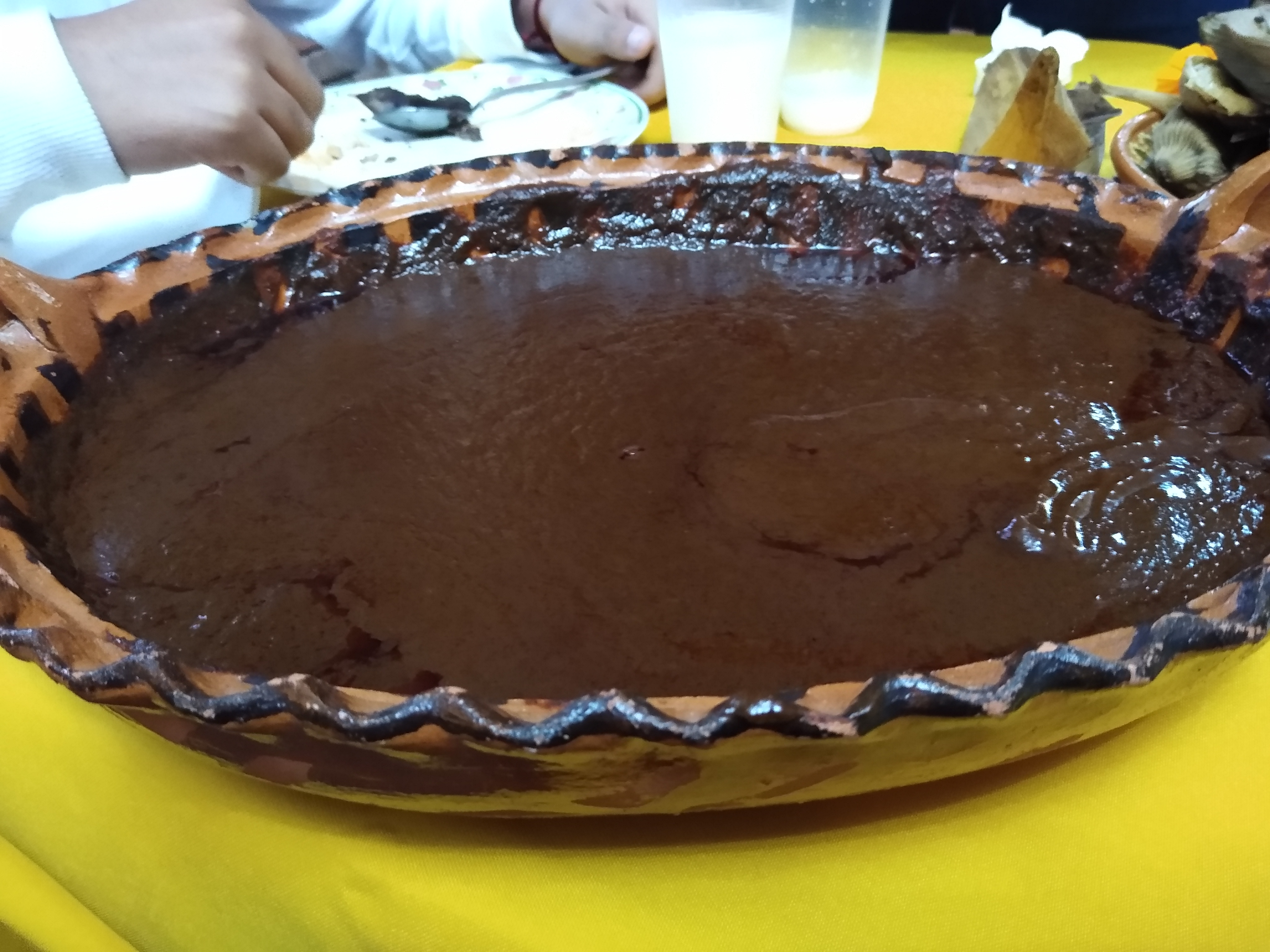
Mole poblano in Ixtaczoquitlán, Veracruz

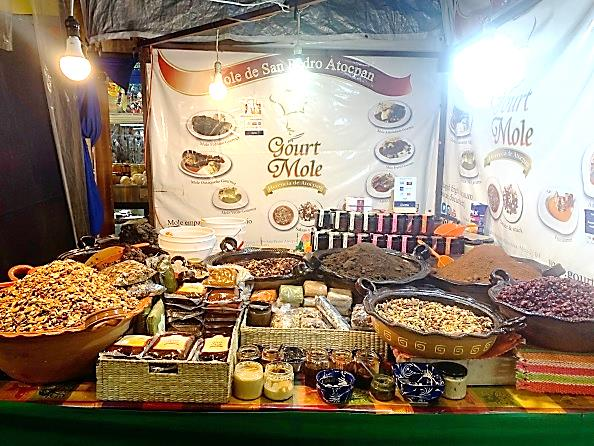
Verkauf von Zutaten für Mole, aus verschiedenen Früchten, Pflanzen und Samen

Mole (IPA: [ˈmole]) ist ein Name für verschiedene Saucen der mexikanischen Küche, deren Gemeinsamkeit die Chilischoten sind und die Tatsache, dass sie immer gekocht werden. Das Wort mole kommt von dem Wort molli der indigenen Sprache Nahuatl. Dies bedeutet so viel wie Mischung oder Gebräu. Im englischen Sprachraum existiert die Schreibweise molé, wohl um eine Verwechslung mit mole (Maulwurf) zu vermeiden.
Mole poblano de guajalote (poblano ist eine Chilisorte und bezieht sich auf das Pueblo-Tiefland, während guajalote das wilde Truthuhn meint), bzw. pavo in mole poblano (pavo ist das spanische Wort für Truthuhn), ist ein Gericht, für das die Sauce mit Bitterschokolade zubereitet und serviert wird.
In Mexiko wird der Begriff heute für eine Vielzahl von Saucen auf Basis verschiedener Arten von Chilis und Gewürzen verwendet. Diese Saucen sind teilweise sehr unterschiedlich. Die bekanntesten kommen aus den mexikanischen Bundesstaaten Puebla oder Oaxaca, in denen man sieben verschiedene Mole-Varianten kennt. Um die 35 verschiedene Zutaten, darunter Chilis, Gewürze, Nüsse und ungesüßte Schokolade, bilden die Mole. Je nach Rezept kann eine Mole aber auch aus bis zu 75 verschiedenen Zutaten bestehen.
Mole wird auch häufig für Enchiladas verwendet oder mit Huhn serviert. Oft wird die Sauce zu Reis oder Kartoffeln serviert. Ein Gericht, das traditionell zu Weihnachten und Ostern serviert wird, ist „Romeritos“, ein Gemüse, das dem Rosmarin ähnlich sieht und mit Kartoffeln, getrockneten Krabbenküchlein und Mole zubereitet wird.
In San Pedro Atocpan gibt es ein jährliches Mole-Festival.